# Кастільйоне-Фаллетто
Кастільйоне-Фаллетто (італ. Castiglione Falletto, п'єм. Castion Falèt) — муніципалітет в Італії, у регіоні П'ємонт,  провінція Кунео.
Кастільйоне-Фаллетто розташоване на відстані близько 480 км на північний захід від Рима, 55 км на південний схід від Турина, 45 км на північний схід від Кунео.
Населення — 719 осіб (2014).

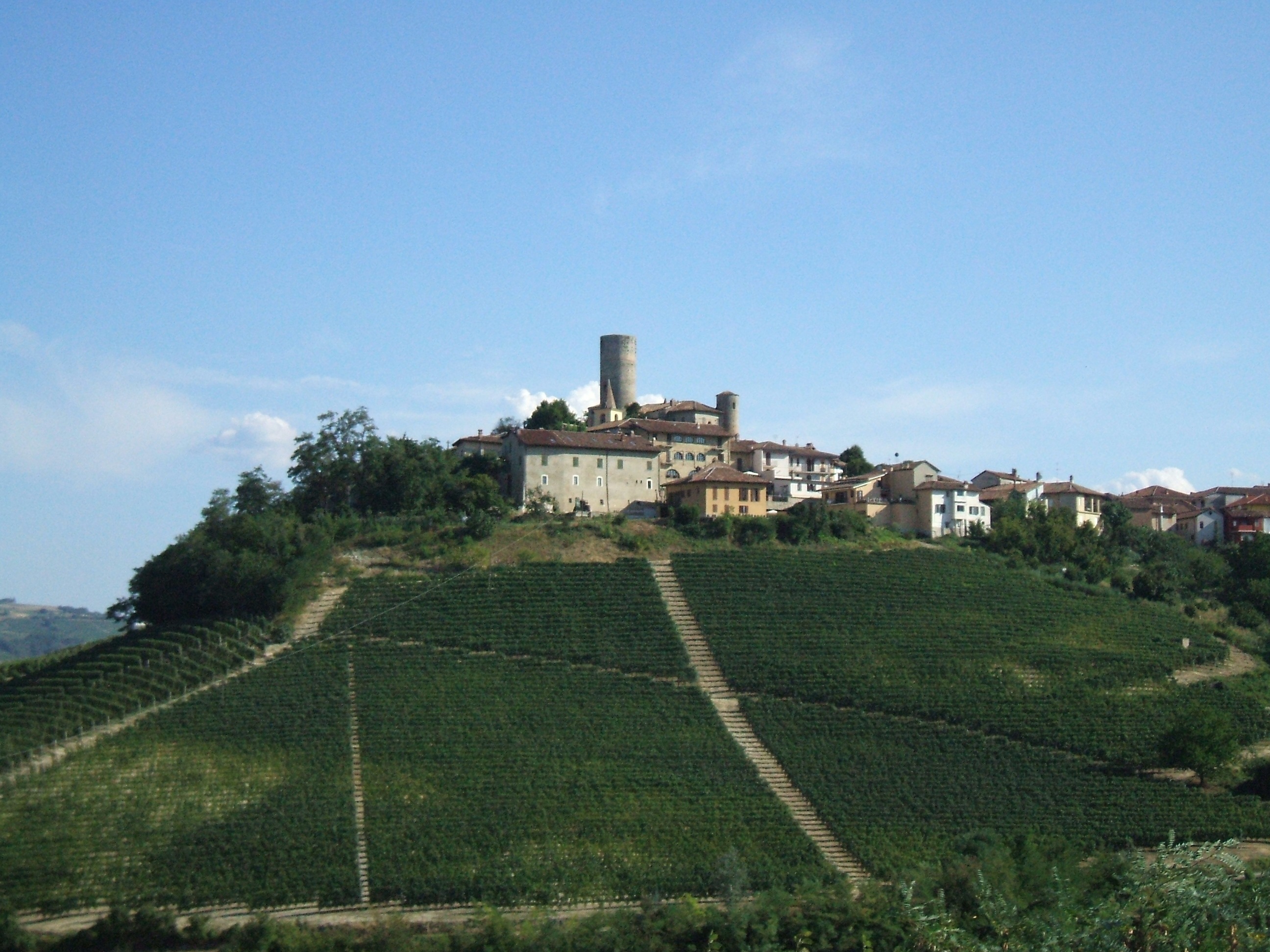

Щорічний фестиваль відбувається 26 липня. Покровитель — Sant'Anna.

## Демографія
Населення за роками:

Станом на 1 січня 2023 року в муніципалітеті офіційно проживало 45 іноземців з 11 країн, серед них 26 громадян країн Євросоюзу.

## Сусідні муніципалітети
- Альба
- Бароло
- Ла-Морра
- Монфорте-д'Альба
- Серралунга-д'Альба